# Gazapo (error)
El gazapo, tal y como lo define tanto el Diccionario de la lengua española («yerro que por inadvertencia deja escapar quien escribe o habla») como el Diccionario Clave («yerro o equivocación que se comete al hablar o al escribir») y el Salamanca de la lengua española («equivocación material que se comete por distracción al hablar o al escribir»), puede dar lugar a situaciones divertidas o, incluso, tensiones diplomáticas entre estados.

## Gazapos clásicos
- Existen miles de ejemplos de gazapos cometidos incluso por los intérpretes y traductores del más alto nivel profesional, como el ya clásico cometido por el jefe del servicio de interpretación de las Naciones Unidas, Hossam Fahr, cuando, en 1992, durante la ceremonia de investidura de Boutros Boutros-Ghali como secretario general de la ONU le da la bienvenida «I congratulate you upon your election as secretary-general of the United States.» («Le doy la enhorabuena por su elección como secretario general de los Estados Unidos»).[4]

- Otro ejemplo clásico surgió a raíz de la denominada Operation Blue Gum, el nombre en clave dado por las fuerzas de seguridad australianas a la operativa de seguridad para la visita del presidente de los Estados Unidos, Barack Obama a Australia en 2010.[5] Mientras que «blue gum» es el nombre de una especie de Eucalyptus, un árbol simbólico de Australia, resulta que en los Estados Unidos se trata de un término ofensivo utilizado para referirse a un afroamericano que se niega a trabajar.[5]

- En 2010, las autoridades del condado de Worcester (Massachusetts) tuvieron que retirar unos 100 000 papeletas en Worcester, Boston, Lawrence y Southbridge tras descubrir que en las versiones escritas en español, uno de los candidatos figuraba como el «aguacil actual», en lugar de «alguacil actual».[6]

- En marzo de 2010, en lo que el ministro del ramo calificó como un «error imperdonable», el gobierno australiano se vio obligado a pedirle disculpas al embajador surcoreano en Canberra por la publicación en la memoria anual 2008-09 de la agencia oficial de turismo, Tourism Australia, de un mapa de Corea del Norte para ilustrar el número de turistas surcoreanos que habían visitado Australia.[7]

- Varios periodistas y economistas españoles señalaron el gazapo cometido en 2010 por el diario británico, Financial Times, cuando este aparentemente confundió el Banco Popular, español, con el Banco Popolare, italiano, afirmando que sería una de las 20 entidades bancarias europeas que tendrían que ampliar su capital al no superar los llamados «tests de estrés».[8]

- En 2011, en lo que un portavoz calificó de «error humano»,[9] la cadena británica ITV emitió imágenes de un videojuego en vez de una grabación del IRA utilizando armas supuestamente proporcionadas por Muammar Gaddafi para derribar a un helicóptero.[9] El gazapo es citado como ejemplo de los problemas que pueden acarrear fiarse de las imágenes disponibles en sitios web como YouTube.[10]

- El gobierno de Enrique Peña Nieto en México es un gobierno de gazapos, de acuerdo a lo señalado en la Revista Proceso: http://www.proceso.com.mx/454015/fin-anticipado-gobierno-gazapos

- Piñericosas es el término para una clase de gazapos asociados al expresidente de Chile, Sebastián Piñera, en discursos e intervenciones públicas. La palabra proviene de la deformación de Condoricosas, una sección de chistes cortos en la revista chilena de humor Condorito, popular en Latinoamérica, dedicada a equivocaciones o condoros del personaje principal. Uno de los gazapos más célebres ocurrió con ocasión de una visita al archipiélago Juan Fernández para oficiar la inauguración del Colegio Insular Robinson Crusoe, que había sido destruido por el maremoto del 27 de febrero de 2010. Allí, se refirió al personaje ficticio Robinson Crusoe como si hubiera vivido efectivamente en la Isla Robinson Crusoe, que es parte del archipiélago. Crusoe fue creado por el escritor Daniel Defoe inspirado en la historia del marino escocés Alexander Selkirk, quien vivió cuatro años en el archipiélago.

## Bulos
No todos los gazapos se deben directamente a un error o despiste, sino son fruto de bulos que no se detectan a tiempo, a veces por la falta de «rigor y profesionalidad».
Así, en agosto de 2012, la televisión autonómica vasca ETB, tras recibir un correo electrónico que afirmaba que ETA pedía a todos sus miembros que «se reintegraran en la vida civil», dieron la noticia en su informativo Teleberri 2. Durante la emisión del informativo, sin embargo, se dieron cuenta del error y rectificaron.
Durante el mismo mes, el diario El País publicó una carta al director que resultaba ser un bulo que llevaba casi un mes circulando en Internet. La carta elogiaba la gestión de los primeros 56 días del presidente francés François Hollande con datos ficticios.
Y parece que agosto es un mes propicio para meter goles, posiblemente por estar las redacciones bajo mínimos debido a las vacaciones del personal. Ese mismo mes, al periódico deportivo Marca le metieron otro bulo, esta vez con un fotomontaje.